# Le Boullay-Thierry
Le Boullay-Thierry è un comune francese di 570 abitanti situato nel dipartimento dell'Eure-et-Loir nella regione del Centro-Valle della Loira.

## Società

### Evoluzione demografica
Abitanti censiti